# Kieler Sportvereinigung Holstein von 1900 2021-2022
Questa voce raccoglie le informazioni riguardanti il Kieler Sportvereinigung Holstein von 1900 nelle competizioni ufficiali della stagione 2021-2022.

## Stagione
Nella stagione 2021-2022 l'Holstein Kiel, allenato da Ole Werner, Dirk Bremser e Marcel Rapp, concluse il campionato di 2. Bundesliga al 9º posto. In Coppa di Germania l'Holstein Kiel fu eliminato al secondo turno dall'Hoffenheim.

## Rosa
| N. |                      | Ruolo | Calciatore             |
| -- | -------------------- | ----- | ---------------------- |
| 1  | Grecia (bandiera)    | P     | Iōannīs Gkelios        |
| 2  | Danimarca (bandiera) | D     | Mikkel Kirkeskov       |
| 3  | Germania (bandiera)  | D     | Marco Komenda          |
| 4  | Germania (bandiera)  | C     | Patrick Erras          |
| 5  | Germania (bandiera)  | D     | Stefan Thesker         |
| 6  | Germania (bandiera)  | C     | Marcel Benger          |
| 7  | Germania (bandiera)  | A     | Ahmet Arslan           |
| 7  | Germania (bandiera)  | A     | Steven Skrzybski       |
| 8  | Germania (bandiera)  | C     | Alexander Mühling      |
| 10 | Germania (bandiera)  | C     | Lewis Holtby           |
| 11 | Germania (bandiera)  | A     | Fabian Reese           |
| 15 | Germania (bandiera)  | D     | Johannes van den Bergh |
| 16 | Germania (bandiera)  | C     | Philipp Sander         |
| 17 | Austria (bandiera)   | A     | Benedikt Pichler       |
| 18 | Ghana (bandiera)     | A     | Kwasi Okyere Wriedt    |
| 19 | Germania (bandiera)  | D     | Simon Lorenz           |
| 20 | Germania (bandiera)  | A     | Jann-Fiete Arp         |

| N. |                        | Ruolo | Calciatore           |
| -- | ---------------------- | ----- | -------------------- |
| 21 | Germania (bandiera)    | P     | Thomas Dähne         |
| 22 | Serbia (bandiera)      | C     | Aleksandar Ignjovski |
| 23 | Germania (bandiera)    | D     | Julian Korb          |
| 24 | Germania (bandiera)    | D     | Hauke Wahl           |
| 25 | Germania (bandiera)    | D     | Phil Neumann         |
| 27 | Germania (bandiera)    | C     | Finn Porath          |
| 28 | Germania (bandiera)    | A     | Noah Awuku           |
| 29 | Germania (bandiera)    | A     | Joshua Mees          |
| 31 | Germania (bandiera)    | A     | Fin Bartels          |
| 32 | Germania (bandiera)    | C     | Jonas Sterner        |
| 33 | Germania (bandiera)    | P     | Timon Weiner         |
| 35 | Germania (bandiera)    | C     | Lucas Wolf           |
| 36 | Germania (bandiera)    | D     | Dominique Ndure      |
| 38 | Stati Uniti (bandiera) | D     | Nico Carrera         |
| 39 | Germania (bandiera)    | C     | Eric Gueye           |
| 40 | Germania (bandiera)    | D     | Niko Koulis          |

## Organigramma societario
Area tecnica
- Allenatore: Marcel Rapp
- Allenatore in seconda: Fabian Boll, Dirk Bremser
- Preparatore dei portieri: Patrik Borger
- Preparatori atletici: André Filipovic, Timm Sörensen

## Calciomercato

### Sessione estiva
| Acquisti | Acquisti                  | Acquisti               | Acquisti |
| R.       | Nome                      | da                     | Modalità |
| -------- | ------------------------- | ---------------------- | -------- |
| A        | Benedikt Pichler          | Austria Vienna         |          |
| C        | Lewis Holtby              | Sconosciuta            |          |
| A        | Steven Skrzybski          | Schalke 04             |          |
| C        | Patrick Erras             | Werder Brema           |          |
| A        | Jann-Fiete Arp            | Bayern Monaco          |          |
| C        | David Atanga              | Admira Wacker M.       |          |
| A        | Makana Baku               | Warta Poznań           |          |
| C        | Marcel Benger             | Borussia M'gladbach II |          |
| A        | Hólmbert Aron Friðjónsson | Brescia                |          |
| D        | Julian Korb               | Sconosciuta            |          |
| A        | Lion Lauberbach           | Hansa Rostock          |          |
| C        | Philipp Sander            | Verl                   |          |
| P        | Timon Weiner              | Magdeburgo             |          |

| Cessioni | Cessioni         | Cessioni               | Cessioni |
| R.       | Nome             | a                      | Modalità |
| -------- | ---------------- | ---------------------- | -------- |
| A        | Lion Lauberbach  | Eintracht Braunschweig |          |
| C        | David Atanga     | Ostenda                |          |
| A        | Makana Baku      | Göztepe                |          |
| A        | Benjamin Girth   | Eintracht Braunschweig |          |
| C        | Niklas Hauptmann | Colonia                |          |
| C        | Jonas Meffert    | Amburgo                |          |
| P        | Dominik Reimann  | Magdeburgo             |          |
| A        | Janni-Luca Serra | Arminia Bielefeld      |          |

### Sessione invernale
| Acquisti | Acquisti            | Acquisti  | Acquisti |
| R.       | Nome                | da        | Modalità |
| -------- | ------------------- | --------- | -------- |
| A        | Kwasi Okyere Wriedt | Willem II |          |

| Cessioni | Cessioni                  | Cessioni   | Cessioni |
| R.       | Nome                      | a          | Modalità |
| -------- | ------------------------- | ---------- | -------- |
| A        | Hólmbert Aron Friðjónsson | Lillestrøm |          |

## Risultati

### 2. Bundesliga

#### Girone di andata
| Arbitro: | Aarnink |

|                                         |           |  |
| Paqarada 11’ Kyereh 62’ Burgstaller 90’ | Marcatori |  |

| Arbitro: | Ittrich |

|  |           |                            |
|  | Marcatori | 2’, 21’ Terodde 68’ Bülter |

| Arbitro: | Lechner |

|  |           |                                |
|  | Marcatori | 20’ Besuschkow 40’, 58’ Gimber |

| Arbitro: | Heft |

|                        |           |                          |
| Narey 40’ Peterson 87’ | Marcatori | 5’ Mühling 65’ Skrzybski |

| Arbitro: | Winter |

|                             |           |  |
| Porath 29’ Arp 37’ Mees 81’ | Marcatori |  |

| Arbitro: | Bacher |

|                      |           |                      |
| Choi 39’ Hofmann 88’ | Marcatori | 78’ Mees 80’ Bartels |

| Arbitro: | Gerach |

|  |           |                              |
|  | Marcatori | 18’ Ernst 25’ Kerk 34’ Maina |

| Arbitro: | Bokop |

|            |           |                     |
| Michel 42’ | Marcatori | 51’ Porath 78’ Mees |

| Arbitro: | Waschitzki-Günther |

|  |           |                  |
|  | Marcatori | 32’, 35’ Verhoek |

| Arbitro: | Braun |

|              |           |             |
| Kutschke 46’ | Marcatori | 13’ Pichler |

| Arbitro: | Alt |

|                    |           |              |
| Mühling 37’ (rig.) | Marcatori | 41’ Pfeiffer |

| Arbitro: | Fritz |

|                   |           |             |
| Kittel 12’ (rig.) | Marcatori | 46’ Pichler |

| Arbitro: | Heft |

|                              |           |              |
| Pichler 65’ (rig.) Reese 66’ | Marcatori | 32’ Mörschel |

| Arbitro: | Hanslbauer |

|                            |           |             |
| Kühlwetter 1’ Leipertz 85’ | Marcatori | 30’ Bartels |

| Arbitro: | Osmers |

|                      |           |              |
| Mees 45’ Pichler 65’ | Marcatori | 57’ Füllkrug |

| Arbitro: | Sather |

|                           |           |          |
| Schäffler 6’ Shuranov 63’ | Marcatori | 88’ Korb |

| Arbitro: | Koslowski |

|                           |           |                      |
| Pichler 19’ Skrzybski 83’ | Marcatori | 26’ Soukou 72’ Žirov |

#### Girone di ritorno
| Arbitro: | Braun |

|                                   |           |  |
| Bartels 8’ Porath 29’ Pichler 45’ | Marcatori |  |

| Arbitro: | Waschitzki-Günther |

|             |           |             |
| Terodde 73’ | Marcatori | 67’ Mühling |

| Arbitro: | Lechner |

|             |           |                             |
| Kennedy 12’ | Marcatori | 35’ Korb 59’ (rig.) Mühling |

| Arbitro: | Alt |

|             |           |  |
| Sterner 90’ | Marcatori |  |

| Arbitro: | Heft |

|                            |           |                                           |
| Trujić 79’ Hochscheidt 84’ | Marcatori | 19’ Bartels 38’ (aut.) Gonther 90’ Wriedt |

| Arbitro: | Sather |

|  |           |                                   |
|  | Marcatori | 16’ O'Shaughnessy 67’ Schleusener |

| Arbitro: | Hartmann |

|                   |           |  |
| Kerk 65’ Hult 72’ | Marcatori |  |

| Arbitro: | Hanslbauer |

|                                        |           |                                                         |
| Arp 23’ Mühling 81’ (rig.) Pichler 88’ | Marcatori | 19’ Schallenberg 54’ Thalhammer 74’ Muslija 76’ Collins |

| Arbitro: | Koslowski |

|                                   |           |                                |
| Breier 4’ Verhoek 68’ Behrens 81’ | Marcatori | 50’ Mühling 71’ (aut.) Rizzuto |

| Arbitro: | Jöllenbeck |

|                    |           |  |
| Mühling 39’ (rig.) | Marcatori |  |

| Arbitro: | Waschitzki-Günther |

|                               |           |            |
| Bader 10’ Seydel 45’ Manu 50’ | Marcatori | 49’ Wriedt |

| Arbitro: | Schlager |

|            |           |  |
| Wriedt 13’ | Marcatori |  |

| Dresda 16 aprile 2022, ore 13:30 CEST 30ª giornata | Dinamo Dresda | 0 – 0 referto | Holstein Kiel | Rudolf-Harbig-Stadion (21 544 spett.)\| Arbitro: \| Kampka \| |
| Arbitro:                                           | Kampka        |               |               |                                                               |

| Arbitro: | Hartmann |

|            |           |                 |
| Lorenz 56’ | Marcatori | 71’ Kleindienst |

| Arbitro: | Willenborg |

|                                |           |                                              |
| Füllkrug 2’ Ducksch 23’ (rig.) | Marcatori | 45’ (aut.) Füllkrug 71’ (aut.) Jung 85’ Korb |

| Arbitro: | Siebert |

|                                   |           |  |
| Skrzybski 14’ Korb 41’ Holtby 63’ | Marcatori |  |

| Arbitro: | Koslowski |

|                                    |           |               |
| Đumić 8’ Bachmann 13’ Kinsombi 35’ | Marcatori | 54’ Skrzybski |

### Coppa di Germania
| Arbitro: | Willenborg |

|                     |           |                                                    |
| Herrmann 104’, 110’ | Marcatori | 94’ (rig.) Arp 105’ Sander 120’ Reese 120’ Bartels |

| Arbitro: | Hartmann |

|                                                                           |           |             |
| van den Bergh 3’ (aut.) Wahl 31’ (aut.) Stiller 59’ Dabour 72’ Larsen 84’ | Marcatori | 47’ Neumann |

## Statistiche

### Statistiche di squadra
| Competizione      | Punti | In casa | In casa | In casa | In casa | In casa | In casa | In trasferta | In trasferta | In trasferta | In trasferta | In trasferta | In trasferta | Totale | Totale | Totale | Totale | Totale | Totale | DR  |
| Competizione      | Punti | G       | V       | N       | P       | Gf      | Gs      | G            | V            | N            | P            | Gf           | Gs           | G      | V      | N      | P      | Gf     | Gs     | DR  |
| ----------------- | ----- | ------- | ------- | ------- | ------- | ------- | ------- | ------------ | ------------ | ------------ | ------------ | ------------ | ------------ | ------ | ------ | ------ | ------ | ------ | ------ | --- |
| 2. Bundesliga     | 45    | 17      | 8       | 3       | 6       | 23      | 23      | 17           | 4            | 6            | 7            | 23           | 31           | 34     | 12     | 9      | 13     | 46     | 54     | -8  |
| Coppa di Germania | -     | 0       | 0       | 0       | 0       | 0       | 0       | 2            | 1            | 0            | 1            | 5            | 7            | 2      | 1      | 0      | 1      | 5      | 7      | -2  |
| Totale            | 45    | 17      | 8       | 3       | 6       | 23      | 23      | 19           | 5            | 6            | 8            | 28           | 38           | 36     | 13     | 9      | 14     | 51     | 61     | -10 |

### Andamento in campionato
| Giornata  | 1  | 2  | 3  | 4  | 5  | 6  | 7  | 8  | 9  | 10 | 11 | 12 | 13 | 14 | 15 | 16 | 17 | 18 | 19 | 20 | 21 | 22 | 23 | 24 | 25 | 26 | 27 | 28 | 29 | 30 | 31 | 32 | 33 | 34 |
| --------- | -- | -- | -- | -- | -- | -- | -- | -- | -- | -- | -- | -- | -- | -- | -- | -- | -- | -- | -- | -- | -- | -- | -- | -- | -- | -- | -- | -- | -- | -- | -- | -- | -- | -- |
| Luogo     | T  | C  | C  | T  | C  | T  | C  | T  | C  | T  | C  | T  | C  | T  | C  | T  | C  | C  | T  | T  | C  | T  | C  | T  | C  | T  | C  | T  | C  | T  | C  | T  | C  | T  |
| Risultato | P  | P  | P  | N  | V  | N  | P  | V  | P  | N  | N  | N  | V  | P  | V  | P  | N  | V  | N  | V  | V  | V  | P  | P  | P  | P  | V  | P  | V  | N  | N  | V  | V  | P  |
| Posizione | 17 | 18 | 18 | 17 | 15 | 15 | 15 | 14 | 15 | 15 | 15 | 16 | 13 | 16 | 12 | 14 | 15 | 12 | 13 | 11 | 10 | 10 | 11 | 11 | 11 | 13 | 12 | 12 | 11 | 11 | 11 | 9  | 9  | 9  |

Legenda:

Luogo: C = Casa; T = Trasferta. Risultato: V = Vittoria; N = Pareggio; P = Sconfitta.

### Statistiche dei giocatori
| Giocatore        | 2. Bundesliga | 2. Bundesliga | 2. Bundesliga | 2. Bundesliga | Coppa di Germania | Coppa di Germania | Coppa di Germania | Coppa di Germania | Totale   | Totale | Totale      | Totale     |
| Giocatore        | Presenze      | Reti          | Ammonizioni   | Espulsioni    | Presenze          | Reti              | Ammonizioni       | Espulsioni        | Presenze | Reti   | Ammonizioni | Espulsioni |
| ---------------- | ------------- | ------------- | ------------- | ------------- | ----------------- | ----------------- | ----------------- | ----------------- | -------- | ------ | ----------- | ---------- |
| J. Arp           | 24            | 2             | 4             | 0             | 2                 | 1                 | 0                 | 0                 | 26       | 3      | 4           | 0          |
| A. Arslan        | 7             | 0             | 2             | 0             | 0                 | 0                 | 0                 | 0                 | 7        | 0      | 2           | 0          |
| N. Awuku         | 0             | 0             | 0             | 0             | 0                 | 0                 | 0                 | 0                 | 0        | 0      | 0           | 0          |
| F. Bartels       | 27            | 4             | 3             | 0             | 2                 | 1                 | 0                 | 0                 | 29       | 5      | 3           | 0          |
| M. Benger        | 10            | 0             | 3             | 0             | 0                 | 0                 | 0                 | 0                 | 10       | 0      | 3           | 0          |
| N. Carrera       | 2             | 0             | 0             | 0             | 0                 | 0                 | 0                 | 0                 | 2        | 0      | 0           | 0          |
| T. Dähne         | 23            | 0             | 1             | 0             | 1                 | 0                 | 0                 | 0                 | 24       | 0      | 1           | 0          |
| P. Erras         | 19            | 0             | 3             | 0             | 2                 | 0                 | 1                 | 0                 | 21       | 0      | 4           | 0          |
| H. Friðjónsson   | 4             | 0             | 1             | 0             | 1                 | 0                 | 0                 | 0                 | 5        | 0      | 1           | 0          |
| I. Gkelios       | 13            | 0             | 0             | 1             | 1                 | 0                 | 0                 | 0                 | 14       | 0      | 0           | 1          |
| E. Gueye         | 0             | 0             | 0             | 0             | 0                 | 0                 | 0                 | 0                 | 0        | 0      | 0           | 0          |
| L. Holtby        | 23            | 1             | 5             | 0             | 1                 | 0                 | 0                 | 0                 | 24       | 1      | 5           | 0          |
| A. Ignjovski     | 5             | 0             | 0             | 0             | 0                 | 0                 | 0                 | 0                 | 5        | 0      | 0           | 0          |
| M. Kirkeskov     | 14            | 0             | 2             | 0             | 1                 | 0                 | 0                 | 0                 | 15       | 0      | 2           | 0          |
| M. Komenda       | 10            | 0             | 1             | 0             | 0                 | 0                 | 0                 | 0                 | 10       | 0      | 1           | 0          |
| J. Korb          | 21            | 4             | 5             | 0             | 1                 | 0                 | 0                 | 0                 | 22       | 4      | 5           | 0          |
| N. Koulis        | 1             | 0             | 0             | 0             | 0                 | 0                 | 0                 | 0                 | 1        | 0      | 0           | 0          |
| S. Lorenz        | 26            | 1             | 3             | 0             | 2                 | 0                 | 1                 | 0                 | 28       | 1      | 4           | 0          |
| J. Mees          | 16            | 4             | 0             | 0             | 2                 | 0                 | 0                 | 0                 | 18       | 4      | 0           | 0          |
| A. Mühling       | 33            | 7             | 8             | 0             | 2                 | 0                 | 1                 | 0                 | 35       | 7      | 9           | 0          |
| D. Ndure         | 0             | 0             | 0             | 0             | 0                 | 0                 | 0                 | 0                 | 0        | 0      | 0           | 0          |
| P. Neumann       | 29            | 0             | 7             | 0             | 2                 | 1                 | 0                 | 0                 | 31       | 1      | 7           | 0          |
| B. Pichler       | 26            | 7             | 3             | 0             | 1                 | 0                 | 0                 | 0                 | 27       | 7      | 3           | 0          |
| F. Porath        | 27            | 3             | 3             | 0             | 0                 | 0                 | 0                 | 0                 | 27       | 3      | 3           | 0          |
| F. Reese         | 32            | 1             | 1             | 0             | 2                 | 1                 | 0                 | 0                 | 34       | 2      | 1           | 0          |
| P. Sander        | 19            | 0             | 2             | 0             | 2                 | 1                 | 0                 | 0                 | 21       | 1      | 2           | 0          |
| S. Skrzybski     | 24            | 4             | 2             | 0             | 2                 | 0                 | 0                 | 0                 | 26       | 4      | 2           | 0          |
| J. Sterner       | 14            | 1             | 0             | 0             | 0                 | 0                 | 0                 | 0                 | 14       | 1      | 0           | 0          |
| S. Thesker       | 22            | 0             | 3             | 0             | 1                 | 0                 | 0                 | 0                 | 23       | 0      | 3           | 0          |
| H. Wahl          | 18            | 0             | 1             | 0             | 2                 | 0                 | 0                 | 0                 | 20       | 0      | 1           | 0          |
| T. Weiner        | 0             | 0             | 0             | 0             | 0                 | 0                 | 0                 | 0                 | 0        | 0      | 0           | 0          |
| L. Wolf          | 2             | 0             | 0             | 0             | 0                 | 0                 | 0                 | 0                 | 2        | 0      | 0           | 0          |
| K. Wriedt        | 15            | 3             | 1             | 0             | 0                 | 0                 | 0                 | 0                 | 15       | 3      | 1           | 0          |
| J. van den Bergh | 18            | 0             | 0             | 0             | 2                 | 0                 | 1                 | 0                 | 20       | 0      | 1           | 0          |